# Lepidepecreella nubifer
Lepidepecreella nubifer är en kräftdjursart. Lepidepecreella nubifer ingår i släktet Lepidepecreella och familjen Lysianassidae. Inga underarter finns listade i Catalogue of Life.